# Estádio Cláudio Moacyr de Azevedo
O Estádio Cláudio Moacyr de Azevedo, chamado popularmente de Moacyrzão, é um estádio de futebol localizado na cidade de Macaé, no Estado do Rio de Janeiro, Brasil, pertencente à Prefeitura de Macaé.
O Macaé Esporte Futebol Clube e o Serra Macaense mandam seus jogos no local.[carece de fontes?]
O estádio foi inaugurado em 1º de maio de 1982, com o amistoso entre Barra e Flamengo de Miramar, saindo o segundo vitorioso por 3 a 0.[carece de fontes?]
Passou por reformas a partir de 2008, durante a gestão do então prefeito de Macaé Riverton Mussi, visando a modernizar as suas instalações, com investimento de 21 000 000 de reais, tendo deixado, durante cerca de dois anos, de receber jogos, fazendo o Macaé Esporte ter que disputar seus jogos, durante o período em que esteve fechado, em várias outras cidades, como nos estádios Ary de Oliveira e Souza e Godofredo Cruz em Campos dos Goytacazes, Raulino de Oliveira em Volta Redonda e na Arena Guanabara, em Araruama.
Um novo sistema de drenagem, alambrados de policarbonato, grama sintética nas áreas de aquecimento e área para imprensa foram instalados. Os vestiários foram reformados e a área externa ao estádio foi pavimentada, dando condições para a abertura de lojas às margens da Rodovia Amaral Peixoto.
Em 7 de agosto de 2010, a praça esportiva foi reinaugurada na vitória do Macaé Esporte por 3 a 1 contra o Marília pelo Campeonato Brasileiro Série C,  comportando atualmente 16 000 pessoas (antes das obras, comportava 4 000), tendo instalado luminação artificial após sua reinauguração.  
No dia 10 de outubro de 2010, foi batido o recorde de público anterior do estádio, quando 5 771 torcedores (4 971 pagantes) acompanharam a virada do Macaé Esporte sobre o Criciúma Esporte Clube por 3 a 2, em partida válida pelo Campeonato Brasileiro Série C.